# Municipio de Greene (Carolina del Norte)
El municipio de Greene (en inglés: Greene Township) es un municipio ubicado en el  condado de Guilford en el estado estadounidense de Carolina del Norte. En el año 2010 tenía una población de 3.386 habitantes.

## Geografía
El municipio de Greene se encuentra ubicado en las coordenadas 35°57′51.49″N 79°35′43.09″O / 35.9643028, -79.5953028.